# Edward E. Browne
Edward Everts Browne, född 16 februari 1868 i Waupaca i Wisconsin, död 23 november 1945 i Evanston i Illinois, var en amerikansk republikansk politiker. Han var ledamot av USA:s representanthus 1913–1931.
Browne avlade 1892 juristexamen vid University of Wisconsin–Madison och inledde därefter sin karriär som advokat i Waupaca. Han efterträdde 1913 James H. Davidson som kongressledamot och efterträddes 1931 av Gerald J. Boileau.